# Moulin Lianne
De Moulin Lianne (ook: Moulin Blanc) is een windmolen te Offekerque van het type ronde stenen molen. De molen is gebouwd in baksteen en is een grondzeiler. De molen fungeerde als korenmolen.

## Geschiedenis
Een document uit 1809 bevestigt dat de molen toen reeds op deze plaats stond, maar nog niet lang daarvoor zal zijn opgericht. Hij lijkt op de iets kleinere Moulin Flament die zich bevond te Oye-Plage en in 1820 werd gebouwd.
In 1910 werd de molen gehuurd door Isodore Lianne, welke hem in 1919 in eigendom verwierf. Zo kwam de molen aan zijn naam.
In 1954 werden twee wieken gedemonteerd en in 1958 werd een nieuwe kap geplaatst, die echter een ander model had dan de oorspronkelijke. In 1961 werd een nieuwe molenas aangebracht, maar vanaf 1966 konden de wieken niet meer draaien. Met behulp van een Dieselmotor werd het maalbedrijf nog voortgezet tot 1971.
Sindsdien staat de molen stil. Hij wordt nog wel onderhouden, maar in een grondige renovatie van wiekenkruis en kap is nog niet voorzien.